# Бальтазар Омкенс
Бальтазар Омкенс (нем. Balthasar von Esens, з.-фриз. Baltasar Oomkens; ум. 17 октября 1540), также Бальтазар фон Эзенс — восточнофризский хофтлинг (вождь) Эзенса, Виттмунда и Штедесдорфа с 1522 года до своей смерти и, таким образом, правитель Харлингерланда. Он погиб во время осады своего замка в Эзенсе бременской армией. Его сторонники описывали его как последнего настоящего фризского борца за свободу, хотя некоторые порицали его за ненасытный аппетит к насилию.

## Биография
Бальтазар Омкенс принадлежал к роду Аттена. Он был сыном Херо Омкенса, хофтлинга Харлингерланда и графини Армгард Ольденбургской. Семья Омкенс была родом из Восточной Фризии (ныне часть Нижней Саксонии в Германии) и из фризского Олдамбта в Оммеландах (ныне часть Гронингена в Нидерландах). Семья гордилась своим прямым происхождением от Радбода, короля фризов.
Бальтазар возглавил успешное сопротивление старой фризской аристократии возвышению семьи Кирксена, которая пыталась объединить Восточную Фризию под своим правлением с конца XV века. Кирксены поддерживали протестантизм, в то время как Бальтазар и его отец оставались верными католической церкви.
В союзе со своими близкими родственниками графами Ольденбурга и герцогом Гелдерна, Бальтазар Омкенс сопротивлялся незаконной попытке захвата политической власти Кирксенами (которая включала поддельный имперский документ, касающийся владения Харлингерландом), а также отстаивал интересы католической церкви против реформаторски настроенных союзников Кирксен. В результате его сопротивления Харлингерланд оставался свободным графством под собственной юрисдикцией, пока не перешёл по наследству к Фридриху Великому в 1744 году.
Бальтазар Омкенс был популярной фигурой среди фризского народа и остаётся таковым до сих пор. Сегодня его обычно вспоминают как «Юнкера Бальтазара», а в Эзенсе (которому он предоставил городские права в 1527 году) ежегодно проводится фестиваль в его честь.

## Легенды
С Бальтазаром Омкенсом связана легенда, которая до сих пор находит отражение в гербе города Эзенса. Однажды город был осаждён Бременом, и среди людей, запертых за городскими стенами, был странствующий музыкант и его дрессированный медведь. Осада затянулась, провизия закончилась, и голодный медведь сбежал. Освободившись от цепей, медведь взобрался на одну из оборонительных башен, где его яростный рёв привлёк внимание осаждающих. В смятении медведь отколол несколько камней от древних стен и швырнул их во врага. Осаждающие пришли к выводу, что если у жителей Эзенса достаточно еды, чтобы накормить медведя, то у них должно быть достаточно, чтобы прокормить и себя. Поскольку зрелище ревущего медведя выбило осаждающих из колеи, они сняли осаду и вернулись в Бремен. В благодарность жители Эзенса увековечили медведя на гербе своего города (позже он также был включен в герб Восточной Фризии и района Виттмунд).

## Цитаты
Девиз Бальтазара Омкенса фон Эзенс был начертан на витраже в замке Эзенса:
«Wer das wol doht, der ist hochgeboren;
Sonder doghede ist de adel verloren.»
«Кто служит общему благу, благороден от рождения;
Без добрых дел благородство ни к чему.»